# 주화 (무기)
주화는 14세기부터 시작된 한국 최초의 로켓의 시초라고 볼 수 있다. 고려 말기인 1377년 '왕립 화약 무기 연구소'라 할 수 있는 화통도감을 건의하여 세우고, 화약을 비롯한 18가지의 화기를 연구하여 제작한 최무선에 의해서 만들어진 주화와 화전이 시초라고 본다. 그 중 화전은 '불화살' 이란 뜻으로 로켓으로 보긴 힘들다. 그러나 주화(走火)는 '달리는 불' 이란 뜻으로 지금의 로켓과 같은 구성으로 제작되었다. 주화는 조선시대에 접어들어 여러 가지 종류로 발전되다가 세종 때부터는 더욱 본격적이고 체계적으로 연구 개발되어 소-중-대 세 가지 종류의 주화로 나뉘어 제작되었음이 세종 29년(1447년) 세종실록의 기록에서 밝혀지고 있으나 자세한 구조의 설명이나 그림은 전해지지 않고 있다.